# Episodi di Padre Brown (prima stagione)
La prima stagione della serie televisiva Padre Brown è stata trasmessa sul canale britannico BBC One dal 14 al 25 gennaio 2013.
In Italia, la serie è andata in onda in prima visione assoluta sul canale satellitare pay DIVA Universal dall'11 dicembre 2013 all'8 gennaio 2014. In chiaro la serie è stata trasmessa su Rai Premium dal 2 al 30 marzo 2015 e poi in replica su Paramount Channel dal 21 aprile 2017.
| nº | Titolo originale           | Titolo italiano      | Prima TV Regno Unito | Prima TV Italia  |
| -- | -------------------------- | -------------------- | -------------------- | ---------------- |
| 1  | The Hammer of God          | Per giustizia divina | 14 gennaio 2013      | 11 dicembre 2013 |
| 2  | The Flying Stars           | Le stelle volanti    | 15 gennaio 2013      | 11 dicembre 2013 |
| 3  | The Wrong Shape            | Un tragico segreto   | 16 gennaio 2013      | 18 dicembre 2013 |
| 4  | The Man in the Tree        | L'uomo sull'albero   | 17 gennaio 2013      | 18 dicembre 2013 |
| 5  | The Eye of Apollo          | Il dono della luce   | 18 gennaio 2013      | 25 dicembre 2013 |
| 6  | The Bride of Christ        | Omicidi al convento  | 21 gennaio 2013      | 25 dicembre 2013 |
| 7  | The Devil's Dust           | Segreti dal passato  | 22 gennaio 2013      | 1º gennaio 2014  |
| 8  | The Face of Death          | La mano dell'odio    | 23 gennaio 2013      | 1º gennaio 2014  |
| 9  | The Mayor and the Magician | Il sindaco e il mago | 24 gennaio 2013      | 8 gennaio 2014   |
| 10 | The Blue Cross             | La croce blu         | 25 gennaio 2013      | 8 gennaio 2014   |